# Клопце (Дол-при-Любляні)
Клопце (словен. Klopce) — поселення в общині Дол-при-Любляні, Осреднєсловенський регіон, Словенія. 
Висота над рівнем моря: 505,9 м.